# Sci di fondo ai II Giochi olimpici invernali
Nello sci di fondo ai II Giochi olimpici invernali di Sankt Moritz del 1928 furono disputate due sole gare, entrambe maschili: la 50 km (il 14 febbraio) e la 18 km (il 17 febbraio). Le medaglie assegnate furono ritenute valide anche ai fini dei Campionati mondiali di sci nordico 1928.

## Risultati

### 18 km
La gara di sci di fondo sulla distanza di 18 km si disputò il 17 febbraio a partire dalle 9:00 e presero il via 49 atleti. La pista, ghiacciata e uniforme, copriva un dislivello di 400 m si snodava sulle colline intorno a Sankt Mortiz.
| Posizione | Atleta               | Nazione   | Tempo   |
| --------- | -------------------- | --------- | ------- |
| 1         | Johan Grøttumsbråten | Norvegia  | 1:37:01 |
| 2         | Ole Hegge            | Norvegia  | 1:39:01 |
| 3         | Reidar Ødegaard      | Norvegia  | 1:40:11 |
| 4         | Veli Saarinen        | Finlandia | 1:40:57 |
| 5         | Hagbart Haakonsen    | Norvegia  | 1:41:29 |
| 6         | Per-Erik Hedlund     | Svezia    | 1:41:51 |
| 7         | Lars-Theodor Jonsson | Svezia    | 1:41:59 |
| 7         | Martti Lappalainen   | Finlandia | 1:41:59 |
| 9         | Sven Utterström      | Svezia    | 1:42:04 |
| 10        | Ville Mattila        | Finlandia | 1:44:37 |

### 50 km
La gara di sci di fondo sulla distanza di 50 km ("gran fondo") si disputò il 14 febbraio e presero il via 41 atleti. La pista, inizialmente in buono Stato, vide le sue condizioni mutare grandemente nel corso della prova, poiché a causa del vento di favonio la temperaturà s'innalzò fino a raggiungere i 25°: la neve, ammorbidendosi, divenne molto più lenta, tanto che i tempi finali furono tra i più alti nella storia del gran fondo, di oltre un'ora superiori a quelli registrati a Chamonix-Mont-Blanc 1924. Il dislivello coperto fu di 1.100 m.
| Posizione | Atleta             | Nazione   | Tempo   |
| --------- | ------------------ | --------- | ------- |
| 1         | Per-Erik Hedlund   | Svezia    | 4:52:03 |
| 2         | Gustaf Jonsson     | Svezia    | 5:05:30 |
| 3         | Volger Andersson   | Svezia    | 5:05:46 |
| 4         | Olav Kjelbotn      | Norvegia  | 5:14:22 |
| 5         | Ole Hegge          | Norvegia  | 5:17:58 |
| 6         | Tauno Lappalainen  | Finlandia | 5:18:33 |
| 7         | Anders Ström       | Svezia    | 5:21:54 |
| 8         | Johan Støa         | Norvegia  | 5:25:30 |
| 9         | Martti Lappalainen | Finlandia | 5:30:09 |
| 10        | Otto Wahl          | Germania  | 5:34:02 |

## Medagliere
| Posizione | Paese    |   |   |   | Totale |
| --------- | -------- | - | - | - | ------ |
| 1         | Norvegia | 1 | 1 | 1 | 3      |
| 1         | Svezia   | 1 | 1 | 1 | 3      |
| Totale    | Totale   | 2 | 2 | 2 | 6      |